# M'Bady Kouyaté
Pour les articles homonymes, voir Kouyaté.
M’Bady Kouyaté, de son vrai nom Ibrahima Kouyate, né le 1er janvier 1934 dans l'ancien Kaabu (aujourd'hui en Guinée-Bissau) et mort le 21 octobre 2016 à Conakry (Guinée), est un musicien guinéen, instrumentiste, improvisateur, chanteur, conteur, considéré comme l'un des plus grands joueurs de kora (korafolá en malinké) du monde mandingue.

## Biographie
Issu d'une longue dynastie de griots (djéli) de Guinée, dans une famille de langue mandingue, M'Bady Kouyaté est né au Kaabu, mais a vécu ensuite à Koundara dans la région de Boké. 
Compagnon des chanteurs et griots comme Sory Kandia Kouyaté, Kéba Cissoko, El Hadj Djéli Sory Kouyaté, Sidikiba Diabaté, ainsi que Miriam Makeba et Harry Belafonte. Il interprète les grands airs classiques seul ou accompagné de son épouse Diaryatou, dans un style personnel, affectionnant particulièrement la gamme mineure (accord Sauta). Ses solos surprennent par leur richesse d'invention.
Sa dernière formation musicale inclut son fils Sékou qui apporte une touche moderne et vigoureuse à sa musique,.
En 2003, il lance le Festival international M'Bady Kouyaté ou « Kora et cordes » qui a pour but de créer un cadre d’expression et d’échange sur une tradition ancestrale autour de différents instruments de musique en présence d'artiste comme M’Bady Kouyaté, Ba Cissoko, Sekouba Kandia Kouyaté, Lama Sidibé. L'événement a lieu entre le Centre culturel franco-guinéen, Le Tally, le Centre Wakily et la plage de Rogbane.

## Vie privée
Il a eu quatre épouses et de nombreux enfants. Sa seconde femme, Mama, joue également de la kora, alors que très peu de femmes jouent d'un instrument de musique en public. C'était également une danseuse des Ballets africains pendant plusieurs années. Diaryatou, sa quatrième et plus jeune épouse, se produit abondamment en Guinée, également en France.